# Ri Ho-jun
Ri Ho-jun, accreditato talvolta anche come Li Ho-jun (in chosŏn'gŭl: 리호준; 1º dicembre 1946), è un ex tiratore a segno nordcoreano.

## Palmarès

### Olimpiadi
- 1 medaglia:
  - 1 oro (Monaco di Baviera 1972 nella carabina 50 metri a terra)